# ورتربرگ
ورتربرگ (به آلمانی: Wörterberg) یک منطقهٔ مسکونی در اتریش است که در ناحیه گوسینگ واقع شده‌است. ورتربرگ ۴۸۴ نفر جمعیت دارد.